# Calders
Calders là một đô thị trong comarca Bages, tỉnh Barcelona, Catalonia, Tây Ban Nha.

## Biến động dân số
| 1991 | 1996 | 2001 | 2006 |
| ---- | ---- | ---- | ---- |
| 581  | 647  | 788  | 833  |

- Biến động dân số từ năm 1717 đến năm 2007

1717-1981: población de hecho; 1990-: población de derecho